# Lacistemataceae
Lacistemataceae — родина невеликих квіткових рослин.
Це невеликі дерева (до 15 метрів заввишки) і кущі (до 5 метрів заввишки), які поширені в субтропічних і тропічних регіонах Америки (також відомих як неотропіки). Листки розташовані на різних сторонах стебла і, можливо, оточені парою прилистків. Суцвіття, розташовані між листом і стеблом (пазухою), є чи сережками (у Lacistema), чи китицями (у Lozania). Кожна квітка (здебільшого двостатева) довжиною приблизно один міліметр складається з диска з прикріпленим приквітком (у Lacistema) і чашолистків (у Lozania). До диска прикріплена одна тичинка, розділена на два пиляки. Плід — коробочка, яка при висиханні розпадається на три частини і містить одну насінину, оточену арилою.